# Neurocolpus jessiae
Neurocolpus jessiae är en insektsart som beskrevs av Knight 1934. Neurocolpus jessiae ingår i släktet Neurocolpus och familjen ängsskinnbaggar. Inga underarter finns listade i Catalogue of Life.